# Oceanisch kampioenschap voetbal 1980
De Oceania Nations Cup 1980 was de tweede editie van de OFC Nations Cup, in 1973 als de Oceania Cup van start gegaan, een voetbaltoernooi voor landen die aangesloten waren bij de OFC, de voetbalbond van Oceanië.
Deze editie werden alle wedstrijden in Nouméa, Nieuw-Caledonië gespeeld.

## Deelnemende landen
| Land                | Aantal deelnames | Huidig aantal deelnames op rij | Vorige deelname |
| ------------------- | ---------------- | ------------------------------ | --------------- |
| Australië           | 1e               | 1                              | -               |
| Fiji                | 2e               | 2                              | 1973            |
| Nieuw-Caledonië (g) | 2e               | 2                              | 1973            |
| Nieuw-Zeeland (t)   | 2e               | 2                              | 1973            |
| Papoea-Nieuw-Guinea | 1e               | 1                              | -               |
| Salomonseilanden    | 1e               | 1                              | -               |
| Tahiti              | 2e               | 2                              | 1973            |
| Nieuwe Hebriden     | 2e               | 2                              | 1973            |

(g) = gastland, (t) = titelverdediger

## Stadion
| Nouméa                  | · Nouméa |
| ----------------------- | -------- |
| Stade Numa-Daly Magenta | · Nouméa |
| Capaciteit: 16.000      | · Nouméa |
|                         | · Nouméa |

## Groepsfase

### Groep A
| Land             | Wed | Win | Gel | Ver | DV | DT | +/- | Pnt |
| ---------------- | --- | --- | --- | --- | -- | -- | --- | --- |
| Tahiti           | 3   | 3   | 0   | 0   | 21 | 5  | 16  | 6   |
| Fiji             | 3   | 2   | 0   | 1   | 10 | 7  | 3   | 4   |
| Nieuw-Zeeland    | 3   | 1   | 0   | 2   | 7  | 8  | 1   | 2   |
| Salomonseilanden | 3   | 0   | 0   | 3   | 3  | 21 | -18 | 0   |

|                                     |      |       |                  |                                 |
| 25 februari 1980 «onderlinge duels» | Fiji | 3 − 1 | Salomonseilanden | Stade Numa-Daly Magenta, Nouméa |
| 25 februari 1980 «onderlinge duels» |      |       |                  | Stade Numa-Daly Magenta, Nouméa |

|                                     |                                                         |       |                         |                                 |
| 25 februari 1980 «onderlinge duels» | Tahiti                                                  | 3 − 1 | Nieuw-Zeeland           | Stade Numa-Daly Magenta, Nouméa |
| 25 februari 1980 «onderlinge duels» | Alfred Wabealo 61' Andre Wabealo 73' Erroll Bennett 85' |       | Steve Sumner 47' (pen.) | Stade Numa-Daly Magenta, Nouméa |

|                                     |                                       |       |               |                                 |
| 27 februari 1980 «onderlinge duels» | Fiji                                  | 4 − 0 | Nieuw-Zeeland | Stade Numa-Daly Magenta, Nouméa |
| 27 februari 1980 «onderlinge duels» | D. Chand 10' 39' M. Vuilabasa 31' 63' |       |               | Stade Numa-Daly Magenta, Nouméa |

|                                     |        |        |                  |                                 |
| 27 februari 1980 «onderlinge duels» | Tahiti | 12 − 1 | Salomonseilanden | Stade Numa-Daly Magenta, Nouméa |
| 27 februari 1980 «onderlinge duels» |        |        |                  | Stade Numa-Daly Magenta, Nouméa |

|                                     |        |       |      |                                 |
| 29 februari 1980 «onderlinge duels» | Tahiti | 6 − 3 | Fiji | Stade Numa-Daly Magenta, Nouméa |
| 29 februari 1980 «onderlinge duels» |        |       |      | Stade Numa-Daly Magenta, Nouméa |

|                                     |                                                                   |       |                  |                                 |
| 29 februari 1980 «onderlinge duels» | Nieuw-Zeeland                                                     | 6 − 1 | Salomonseilanden | Stade Numa-Daly Magenta, Nouméa |
| 29 februari 1980 «onderlinge duels» | Michael Groom 6' Mark Armstrong 16' 65' 69' Bill de Graaf 24' 39' |       | E. Karitea 66'   | Stade Numa-Daly Magenta, Nouméa |

### Groep B
| Land                | Wed | Win | Gel | Ver | DV | DT | +/- | Pnt |
| ------------------- | --- | --- | --- | --- | -- | -- | --- | --- |
| Australië           | 3   | 3   | 0   | 0   | 20 | 2  | 18  | 6   |
| Nieuw-Caledonië     | 3   | 2   | 0   | 1   | 12 | 11 | 11  | 4   |
| Papoea-Nieuw-Guinea | 3   | 1   | 0   | 2   | 6  | 11 | -5  | 2   |
| Nieuwe Hebriden     | 3   | 0   | 0   | 3   | 6  | 9  | -3  | 0   |

|                                     |                     |       |                 |                                 |
| 24 februari 1980 «onderlinge duels» | Papoea-Nieuw-Guinea | 4 − 3 | Nieuwe Hebriden | Stade Numa-Daly Magenta, Nouméa |
| 24 februari 1980 «onderlinge duels» |                     |       |                 | Stade Numa-Daly Magenta, Nouméa |

|                                     |                                                 |       |                 |                                 |
| 24 februari 1980 «onderlinge duels» | Australië                                       | 8 − 0 | Nieuw-Caledonië | Stade Numa-Daly Magenta, Nouméa |
| 24 februari 1980 «onderlinge duels» | Danny Moulis Ian Hunter Paul Kay Eddie Krncevic |       |                 | Stade Numa-Daly Magenta, Nouméa |

|                                     |                                                                               |        |                     |                                 |
| 26 februari 1980 «onderlinge duels» | Australië                                                                     | 11 − 2 | Papoea-Nieuw-Guinea | Stade Numa-Daly Magenta, Nouméa |
| 26 februari 1980 «onderlinge duels» | Danny Moulis Arno Bertogna Vic Bozanic Ian Hunter Eddie Krncevic Peter Sharne |        | Mouagi Torea        | Stade Numa-Daly Magenta, Nouméa |

|                                     |                 |       |                 |                                 |
| 26 februari 1980 «onderlinge duels» | Nieuw-Caledonië | 4 − 3 | Nieuwe Hebriden | Stade Numa-Daly Magenta, Nouméa |
| 26 februari 1980 «onderlinge duels» |                 |       |                 | Stade Numa-Daly Magenta, Nouméa |

|                                     |                |       |                 |                                 |
| 28 februari 1980 «onderlinge duels» | Australië      | 1 − 0 | Nieuwe Hebriden | Stade Numa-Daly Magenta, Nouméa |
| 28 februari 1980 «onderlinge duels» | Eddie Krncevic |       |                 | Stade Numa-Daly Magenta, Nouméa |

|                                     |                 |       |                     |                                 |
| 28 februari 1980 «onderlinge duels» | Nieuw-Caledonië | 8 − 0 | Papoea-Nieuw-Guinea | Stade Numa-Daly Magenta, Nouméa |
| 28 februari 1980 «onderlinge duels» |                 |       |                     | Stade Numa-Daly Magenta, Nouméa |

## Derde plaats
|                                 |                              |       |                  |                                 |
| 1 maart 1980 «onderlinge duels» | Nieuw-Caledonië              | 2 − 1 | Fiji             | Stade Numa-Daly Magenta, Nouméa |
| 1 maart 1980 «onderlinge duels» | Jean Xowi 36' Jacob Xowi 62' |       | Mohamed Salim 3' | Stade Numa-Daly Magenta, Nouméa |

## Finale
|                                 |                                           |       |                                  |                                 |
| 1 maart 1980 «onderlinge duels» | Australië                                 | 4 − 2 | Tahiti                           | Stade Numa-Daly Magenta, Nouméa |
| 1 maart 1980 «onderlinge duels» | Paul Kay 4', 29' Danny Moulis Vic Bozanic |       | Andre Wabealo 11' Erroll Bennett | Stade Numa-Daly Magenta, Nouméa |

| 1980 OFC Nations Cup |
| -------------------- |
|                      |
| AUSTRALIË (1e titel) |

## Topscorers
5 doelpunten
- Ian Hunter
- Eddie Krncevic

1973 · 1980 · 1996 · 1998 · 2000 · 2002 · 2004 · 2008 · 2012 · 2016 · 2020 · 2024